# Prêmio Henri Poincaré
O Prêmio Henri Poincaré, patrocinado pela Fundação Daniel Iagolnitzer, foi criado em 1997 em reconhecimento a contribuições de destaque em física matemática. O prêmio também é destinado ao reconhecimento e suporte de jovens de excepcional potencial, que já fizeram contribuições ao campo da física matemática. O prêmio é concedido a cada três anos, no Congresso Internacional de Física Matemática. O comitê responsável pela cessão do prêmio é designado pela Associação Internacional de Física Matemática (IAMP).

## Agraciados
| Ano  | Local da IAMP  | Agraciados |
| ---- | -------------- | --- |
| 1997 | Brisbane       | Rudolf Haag, Alemanha Maxim Kontsevich, Rússia Arthur Wightman, Estados Unidos                                                    |
| 2000 | Londres        | Joel Lebowitz, Estados Unidos Walter Thirring, Áustria Horng-Tzer Yau, República da China                                         |
| 2003 | Lisboa         | Huzihiro Araki, Japão Elliott Lieb, Estados Unidos Oded Schramm, Israel                                                           |
| 2006 | Rio de Janeiro | Ludvig Faddeev, Rússia David Ruelle, / Bélgica/França Edward Witten, Estados Unidos                                               |
| 2009 | Praga          | Jürg Fröhlich, Suíça Robert Seiringer, Áustria Yakov Sinai, Rússia Cédric Villani, França                                         |
| 2012 | Aalborg        | Nalini Anantharaman, França · Freeman Dyson, Reino Unido/ Estados Unidos · Sylvia Serfaty, França · Barry Simon, Estados Unidos · |
| 2015 | Santiago       | Alexei Borodin, Rússia/ Estados Unidos · Thomas Spencer, Estados Unidos · Herbert Spohn, Alemanha ·                               |